# Brandkronad spadnäbb
Brandkronad spadnäbb (Platyrinchus coronatus) är en fågel i familjen tyranner inom ordningen tättingar.

## Utseende och läte
Brandkronad spadnäbb är en mycket liten och kortstjärtad tättingar som fått sitt namn efter sin exceptionellt breda näbb, vilket dock kan vara svårt att se. Ovansidan är brungrön, undersidan ljust gulaktig, med ett svart mönster på kinderna. Den är enhetligt beigefärgad på struep och bröst, utan tydlig kontrast mot den vita strupen. Hjässan är dämpat röd med gul mitt, likt en kungsfågel. Lätet består av en mycket ljust och insektsliknande drill.

## Utbredning och systematik
Brandkronad spadnäbb delas in i tre underarter:
- P. c. coronatus – förekommer från sydostligaste Colombia till norra Bolivia, södra Venezuela och västra Brasilien
- P. c. superciliaris – förekommer i karibiska sluttningen från Honduras till Colombia och nordvästra Ecuador
- P. c. gumia – förekommer i sydöstra Venezuelas anslutning till Guyana och norra Amazonområdet (Brasilien)

### Familjetillhörighet
Spadnäbbarna placeras vanligen i familjen tyranner. DNA-studier visar dock att Tyrannidae består av fem klader som skildes åt redan under oligocen,, varför vissa auktoriteter behandlar dem som egna familjer. Spadnäbbarna förs då till Platyrinchidae tillsammans med manakintyrann och kungsfågeltyrann ingår.

## Levnadssätt
Brandkronad spadnäbb hittas i undervegetation i skog, där den kan vara svår att få syn på. Den ses vanligen enstaka eller i par.

## Status och hot
Arten har ett stort utbredningsområde, men tros minska i antal, dock inte tillräckligt kraftigt för att den ska betraktas som hotad. Internationella naturvårdsunionen IUCN listar arten som livskraftig (LC).